# 小野光一
小野 光一（おの こういち、1919年5月19日 - 2000年11月6日）は、中国大連市出身（旧満州生まれ）で日本国籍のプロゴルファー。

## 経歴・人物
日本の外地領土であった満州（現・中国東北部）の大連で、中国人：孫士釣として生まれる。1937年、大連の星ヶ浦GCでキャディとして働いていたところ、富士木材貿易社長の有富光門から誘いを受け、日本でプロゴルファーになるべく来日。有富が会員であった程ヶ谷カントリー倶楽部に入り、日本オープンチャンピオンの浅見緑蔵に弟子入りする。終戦後は中村寅吉・林由郎と共に復興期の日本ゴルフ界を支え、1949年の関東プロで初優勝を挙げる。1950年に日本へ帰化し、小野光一と名前を改める。その後は1951年から1年置きに日本オープンを3度制するなど日本を代表する選手となり、1955年には日本プロも優勝し、カナダカップ日本代表にも初選出される。栗原甲子男とペアを組み、団体でマリオ・ゴンザレス&リッカルド・ロッシ（ ブラジル）と並ぶ13位タイで、上位に食い込むことはできなかった。
1957年には日本で開催されたカナダカップ（霞ヶ関カンツリー倶楽部）で中村と共に2度目の日本代表として出場し、サム・スニード&ジミー・ディマレー（ アメリカ合衆国）、ゲーリー・プレーヤー&ハロルド・ヘニング（ 南アフリカ連邦）、ピーター・トムソン&ブルース・クランプトン（ オーストラリア）、ダイ・リース&デーブ・トーマス（ ウェールズ）ら世界の強豪を抑えて団体戦優勝。日本初の国際大会には世界30ヶ国から60選手が出場し、大方のゴルフ関係者は「日本はせいぜい15位前後だろう」と予想していた。アメリカからは当時最強と謳われていたスニードと、マスターズ3度優勝を誇るディマレーが来日。オーストラリアからは全英オープン通算5度のチャンピオンとなった英雄トムソン、南アフリカからは後にグランドスラムを達成する新鋭プレーヤーなど、錚々たるメンバーが揃っていた。小野・中村は大会1ヶ月ほど前から霞ヶ関CCで練習をこなし、コースの隅々までチェック。練習ラウンドではアメリカ代表の全てのショットで度肝を抜かれたが、本番では高麗芝という難物に梃子摺ったアメリカはパッティングに苦しんだ。大会初日こそ1オーバー73で少し出遅れてアメリカに5打差の2位であったが、続く2日目はアメリカとのペアリングで、前半は4人共にアンダーパーでプレー。10番ホールで中村がバンカーから直接カップインさせバーディ発進し、あがってみると中村68と小野70で、スニードは後半にパットが乱れ始めて74も叩き、アメリカ281で日本が279と逆転。小野は17、18番で連続バーディーを奪うなどし、日本に流れが向く。3日目はアメリカの総合スコア142に対し、日本は中村67、小野68の135を叩き出し、通算18アンダー、9打差でアメリカを一気に引き離した。日本優勝の公算が濃厚となった最終日はプレッシャーから固くなってしまい、2人は中村71、小野72という成績であったが、重圧を感じながらも2人は堅実なプレーを続けていき、最終成績は4日間で日本が557打（19アンダー）と、団体で2位のアメリカに9打差とぶっちぎりであった。個人でも通算274の中村がアメリカ二人の281に勝ち、2位のスニードとプレーヤーに7打差を付け、小野も283でスタン・レオナルド（ カナダ）と並ぶ5位タイ入賞となる。この試合の模様は日本で初めてテレビ中継され、日本テレビ放送網初代社長の正力松太郎も優勝を祝った。優勝した小野と中村はオープンカーに乗ってパレードするなど、日本中が祝福ムード一色となった。4日間のギャラリー数は1万7000人を超え、当時あまり普及していなかったはずの車が5000台に達し、鉄板を芋畑に敷き詰めて駐車場は満車となった。臨時駐車場を用意するほどの大フィーバーとなり、これが日本のゴルフ発展の導火線となる。1958年には2年連続で中村と共に出場し、フランク・バックラー&アーニー・サウテルデン（ ニュージーランド）と並ぶ16位タイと連覇はならなかった。2年ぶりの出場となった1960年は島村祐正とペアを組み、団体17位に終わった。
1958年には中村と共に日本選手戦後初のマスターズ出場を果たすが、厚い絨毯のようなオーガスタのファウウエーでランが全く出ず、4月3日の第1ラウンドは74と出遅れ、2日目には81と崩れて決勝ラウンドに残れなかった。
1965年のタイランドオープンでは郭吉雄（ 中華民国）、ディオニシオ・ナダレス（フィリピン）、杉本英世・内田繁と共に謝永郁（中華民国）の2位タイ、1970年にはインディアンオープンで陳健忠（中華民国）に次ぐと同時に謝敏男（中華民国）と並ぶ2位タイであった。
教え子には田中文雄・河野和重がいる。
2000年11月6日、脳溢血のため逝去。81歳没。
2012年3月26日、第1回日本プロゴルフ殿堂顕彰者に選出される。

## 主な優勝
- 1949年 - 関東プロ
- 1951年 - 日本オープン
- 1953年 - 日本オープン
- 1954年 - 読売プロ
- 1955年 - 日本オープン、日本プロ
- 1957年 - カナダカップ（団体）
- 1958年 - 関東プロ
- 1959年 - 関東プロ
- 1962年 - 関東プロ
- 1963年 - 関東プロ、ゴールデンマッチ